# Poienița (okręg Vrancea)
Poienița – wieś w Rumunii, w okręgu Vrancea, w gminie Dumitrești. W 2011 roku liczyła 187
mieszkańców.